# Bosque Gutierrez
O Bosque Gutierrez, ou Bosque João Carlos Hartley Gutierrez, está localizado em Curitiba, Paraná.
Inaugurado em 12 de setembro de 1986, numa das regiões mais elevadas da cidade, no bairro de Vista Alegre, possuindo uma área total de 36 mil m² que foi preservada por João Carlos Gutierrez.

## Atrações
Uma das atrações do Bosque é uma fonte natural capaz de fornecer até 1.350 litros de água/h (potável), e em 22 de março de 1989, foi inaugurado um memorial ao líder seringueiro Chico Mendes, morto em Xapuri, no Acre. Uma cópia da carta de Chico Mendes enviada ao juiz de Xapuri, foi gravada em pedra, junto a fonte de água mineral. O local ainda conta ainda com dois pequenos lagos e trilha ecológica interpretativas, fauna e flora silvestre.